# Euphorbia erythrodon
Euphorbia erythrodon är en törelväxtart som beskrevs av Pierre Edmond Boissier och Theodor Heinrich von Heldreich. Euphorbia erythrodon ingår i släktet törlar, och familjen törelväxter. Inga underarter finns listade i Catalogue of Life.